# Villefranche-de-Lauragais
Villefranche-de-Lauragais é uma comuna francesa na região administrativa da Occitânia, no departamento do Alto Garona. Estende-se por uma área de 10.35 km², com 4.662 habitantes, segundo o censo de 2018, com uma densidade de 450 hab/km².